# 1979
1979. је била проста година.

## Догађаји

### Јануар
- 1. јануар — Званичне дипломатске везе су успостављене између Народне Републике Кине и САД, 30 година након оснивања Народне Републике Кине.
- 7. јануар — Камбоџански побуњеници су, уз помоћ вијетнамских снага након двонедељне опсаде, заузели Пном Пен и срушили владу Црвених Кмера Пола Пота.

### Фебруар
- 1. фебруар — Ирански верски вођа ајатолах Рухолах Хомеини вратио се у земљу из Париза после 15 година изгнанства.
- 17. фебруар — Реагујући на упад вијетнамских снага у Камбоџу крајем 1978. и збацивање маоистичког режима Црвених Кмера, Кина је напала Вијетнам.
- 18. фебруар — Први пут забележено да је пао снег у Сахари на југу Алжира.

### Март
- 1. март — Филипс је на конференцији за новинаре у Ајндховену представио прототип оптичког дигиталног аудио диска.
- 26. март — Председник Египта Анвар ел Садат и премијер Израела Менахем Бегин у Вашингтону потписали мировни уговор, први мировни споразум јеврејске државе и неке арапске земље.
- 28. март — Због делимичног топљења језгра у нуклеарној електрани Острво три миље код Харисбурга у околину је пуштено око 1,59 PBq радиоактивног криптона.
- 31. март — Британски разарач „Лондон” испловио из луке у Ла Валети, чиме су окончане војне везе Велике Британије и Малте.

### Април
- 1. април — Иран је постао исламска република након референдума, чиме је званично збачен шах Мохамед Реза Пахлави.
- 2. април — Затварањем британске војне базе Малта је стекла пуну независност, чиме је окончано готово 80 година дуго британско присуство на том острву.
- 2. април — Из совјетске лабораторије за развој биолошког оружја у Свердловску су у ваздух случајно испуштене споре антракса, што је усмртило 66 особа и непознат број стоке.
- 11. април — У главни град Уганде, Кампалу, ушле трупе Танзаније и снаге опозиције у егзилу, окончавши осмогодишњу владавину Идија Амина Даде.
- 15. април — У земљотресу на Црногорском приморју погинуло више од 100 особа, око 600 повређено, а више од 80.000 остало без кућа.

### Мај
- 1. мај — Гренланд је добио ограничену самоуправу од Данске, са својом скупштином са седиштем у Нуку.
- 4. мај — Маргарет Тачер је постала прва жена на месту премијера Уједињеног Краљевства.

### Јун
- 18. јун — Лидер СССР Леонид Брежњев и председник САД Џими Картер у Бечу потписали споразум о ограничењу стратешког нуклеарног наоружања, САЛТ 2.

### Јул
- 12. јул — Гилбертова острва у Тихом океану су стекла независност у оквиру Британског комонвелта под називом Република Кирибати после 87 година британске колонијалне управе.
- 17. јул — Диктатор Никарагве Анастасио Сомоза Дебајле дао је оставку и побегао из земље, а власт је преузео левичарски сандинистички покрет Данијела Ортеге Сааведре.

### Август
- 11. август — Два Тупољева Ту-134 компаније Аерофлот су се сударили изнад града Дњепродзержинска, усмртвиши свих 178 особа у оба авиона.

### Септембар
- 20. септембар — Жан-Бедел Бокаса, владар Централноафричког царства, је оборен са власти у државном удару који је организовала француска влада.
- 22. септембар — Амерички сателит је регистровао јак бљесак непознатог порекла који је личио на експлозију нуклеарног оружја код Острва Принца Едварда.

### Новембар
- 4. новембар — На хиљаде иранских студената је заузело америчку амбасаду у Техерану, започевши 444 дана дугу талачку кризу.
- 28. новембар — Новозеландски авион DC-10 је ударио у планину Еребус на Антарктику, што није преживео нико од 257 путника и чланова посаде.

### Децембар
- 8. децембар — Научна комисија Светске здравствене организације је потврдила да је вирус великих богиња искорењен међу људима.
- 25. децембар — Совјетске трупе ушле су у Авганистан, у првој војној интервенцији Совјетског Савеза ван Варшавског пакта, да би подржале владу Бабрака Кармала.

## Рођења

### Јануар
- 7. јануар — Марко Морденте, италијански кошаркаш[1]
- 7. јануар — Моника Фостер, америчка порнографска глумица[2]
- 8. јануар — Адријан Муту, румунски фудбалер и фудбалски тренер[3]
- 8. јануар — Стипе Плетикоса, хрватски фудбалски голман[4]
- 15. јануар — Иван Босиљчић, српски глумац[5]
- 16. јануар — Алија, америчка музичарка, глумица и модел (прем. 2001)[6]
- 18. јануар — Пауло Фереира, португалски фудбалер[7]
- 19. јануар — Јадранка Пејановић, српска глумица, новинарка и ТВ водитељка (прем. 2018)[8]
- 20. јануар — Роб Бурдон, амерички музичар, најпознатији као суоснивач и бубњар групе Linkin Park[9]
- 26. јануар — Сара Ру, америчка глумица[10]
- 27. јануар — Розамунд Пајк, енглеска глумица[11]
- 31. јануар — Милан Васић, српски глумац

### Фебруар
- 11. фебруар — Мабрук Зајед, фудбалер из Саудијске Арабије[12]
- 11. фебруар — Бренди Норвуд, америчка музичарка, музичка продуценткиња и глумица[13]
- 12. фебруар — Џеси Спенсер, аустралијски глумац и музичар[14]
- 13. фебруар — Мина Сувари, америчка глумица, модел и модна дизајнерка[15]
- 21. фебруар — Џенифер Лав Хјуит, америчка глумица и певачица[16]
- 22. фебруар — Дарко Рајаковић, српски кошаркашки тренер
- 27. фебруар — Адријана Кампос, колумбијска глумица (прем. 2015)[17]
- 28. фебруар — Себастјен Бурде, француски аутомобилиста, возач Формуле 1
- 28. фебруар — Иво Карловић, хрватски тенисер[18]

### Март
- 2. март — Дејмијен Даф, ирски фудбалер[19]
- 5. март — Корсли Едвардс, амерички кошаркаш[20]
- 5. март — Рики Линдхоум, америчка глумица, комичарка и музичарка[21]
- 6. март — Тим Хауард, амерички фудбалски голман
- 8. март — Џесика Џејмс, америчка порнографска глумица (прем. 2019)[22]
- 9. март — Оскар Ајзак, гватемалско-амерички глумац[23]
- 11. март — Елтон Бранд, амерички кошаркаш[24]
- 12. март — Пит Доерти, енглески музичар, глумац, песник, писац и уметник[25]
- 14. март — Никола Анелка, француски фудбалер[26]
- 17. март — Данил Аклс, америчка глумица и модел
- 17. март — Сторми Данијелс, америчка порнографска глумица[27]
- 17. март — Коко Остин, америчка глумица, плесачица и модел[28]
- 18. март — Адам Левин, амерички музичар, музички продуцент и глумац, најпознатији као фронтмен групе Maroon 5[29]
- 18. март — Данил Харис, америчка глумица и модел[30]
- 19. март — Иван Љубичић, хрватски тенисер
- 19. март — Хидајет Туркоглу, турски кошаркаш[31]
- 20. март — Дос Сантос, туниски фудбалер[32]
- 22. март — Ида Престер, хрватска музичарка и ТВ водитељка
- 23. март — Саша Васиљевић, босанскохерцеговачки кошаркаш[33]
- 25. март — Ли Пејс, амерички глумац[34]
- 30. март — Анатолиј Тимошчук, украјински фудбалер и фудбалски тренер[35]
- 30. март — Нора Џоунс, америчка музичарка и глумица[36]

### Април
- 3. април — Најеф ел Кади, фудбалер Саудијске Арабије[37]
- 4. април — Хит Леџер, аустралијски глумац и режисер (прем. 2008)[38]
- 5. април — Имани, француска музичарка и модел
- 5. април — Тимо Хилдебранд, немачки фудбалер[39]
- 9. април — Кацуни, француска порнографска глумица[40]
- 11. април — Омар ел Гамди, фудбалер Саудијске Арабије[41]
- 12. април — Клер Дејнс, америчка глумица[42]
- 12. април — Матеја Кежман, српски фудбалер[43]
- 12. април — Џенифер Морисон, америчка глумица, продуценткиња, редитељка и модел[44]
- 13. април — Барон Дејвис, амерички кошаркаш[45]
- 14. април — Керем Тунчери, турски кошаркаш[46]
- 15. април — Лук Еванс, велшки глумац и певач[47]
- 18. април — Метју Апсон, енглески фудбалер[48]
- 19. април — Антоанета Стефанова, бугарска шахисткиња и светска шампионка у шаху 2004—2006.
- 19. април — Кејт Хадсон, америчка глумица, модна дизајнерка и списатељица[49]
- 21. април — Џејмс Макавој, шкотски глумац[50]
- 23. април — Синиша Штембергер, хрватски кошаркаш[51]
- 28. април — Николче Новески, македонски фудбалер

### Мај
- 6. мај — Ратко Варда, босанскохерцеговачко-српски кошаркаш[52]
- 7. мај — Бранко Пековић, српско-казахстански ватерполиста[53]
- 9. мај — Росарио Досон, америчка глумица[54]
- 12. мај — Милан Дозет, српски кошаркаш
- 12. мај — Хоаким Родригез, шпански бициклиста[55]
- 19. мај — Андреа Пирло, италијански фудбалер[56]
- 19. мај — Дијего Форлан, уругвајски фудбалер[57]
- 23. мај — Ардијан Ђокај, црногорски фудбалер[58]
- 24. мај — Трејси Макгрејди, амерички кошаркаш[59]
- 26. мај — Мехмет Окур, турски кошаркаш и кошаркашки тренер[60]
- 29. мај — Арне Фридрих, немачки фудбалер[61]

### Јун
- 5. јун — Пит Венц, амерички музичар, најпознатији као басиста групе Fall Out Boy[62]
- 7. јун — Ана Торв, аустралијска глумица[63]
- 12. јун — Дијего Милито, аргентински фудбалер[64]
- 12. јун — Робин, шведска музичарка и музичка продуценткиња[65]
- 21. јун — Костас Кацуранис, грчки фудбалер[66]
- 21. јун — Крис Прат, амерички глумац[67]
- 26. јун — Валтер Херман, аргентински кошаркаш[68]

### Јул
- 5. јул — Амели Моресмо, француска тенисерка[69]
- 6. јул — Кевин Харт, амерички глумац и стендап комичар[70]
- 7. јул — Јан Херних, чешки тенисер[71]
- 13. јул — Крејг Белами, велшки фудбалер[72]
- 13. јул — Дејан Ћирјаковић, српски глумац
- 14. јул — Сергеј Игнашевич, руски фудбалер
- 15. јул — Травис Фимел, аустралијски глумац и модел[73]
- 17. јул — Мајк Вогел, амерички глумац и модел[74]
- 19. јул — Звонимир Вукић, српски фудбалер[75]
- 24. јул — Роуз Берн, аустралијска глумица[76]
- 26. јул — Владан Савић, црногорски фудбалер[77]
- 27. јул — Сидне Гову, француски фудбалер[78]
- 28. јул — Огњен Ашкрабић, српски кошаркаш
- 30. јул — Карлос Аројо, порторикански кошаркаш и певач
- 31. јул — Карлос Марчена, шпански фудбалер и фудбалски тренер[79]

### Август
- 2. август — Само Удрих, словеначки кошаркаш[80]
- 3. август — Еванџелин Лили, канадска глумица[81]
- 7. август — Ненад Ђорђевић, српски фудбалер[82]
- 8. август — Рашард Луис, амерички кошаркаш[83]
- 10. август — Џоана Гарсија, америчка глумица[84]
- 15. август — Јасмин Хукић, босанскохерцеговачки кошаркаш[85]
- 21. август — Келис, америчка музичарка[86]
- 24. август — Мајкл Ред, амерички кошаркаш[87]
- 27. август — Арон Пол, амерички глумац и продуцент[88]
- 28. август — Наташа Војновић, српски модел и глумица[89]
- 30. август — Хуан Игнасио Чела, аргентински тенисер[90]
- 31. август — Питер Лучак, аустралијски тенисер[91]

### Септембар
- 4. септембар — Кристина Крепела, хрватска глумица[92]
- 8. септембар — Пинк, америчка музичарка и глумица[93]
- 11. септембар — Ерик Абидал, француски фудбалер[94]
- 11. септембар — Давид Пизаро, чилеански фудбалер[95]
- 13. септембар — Иван Миљковић, српски одбојкаш[96]
- 14. септембар — Ивица Олић, хрватски фудбалер[97]
- 16. септембар — Фло Рајда, амерички музичар[98]
- 17. септембар — Горан Јеретин, црногорски кошаркаш[99]
- 18. септембар — Алисон Ломан, америчка глумица[100]
- 18. септембар — Симон Трпчески, македонски пијаниста
- 22. септембар — Емили Отем, америчка музичарка, песникиња и глумица
- 22. септембар — Маја Шупут, хрватска певачица и глумица[101]
- 24. септембар — Катја Касин, немачка порнографска глумица[102]
- 25. септембар — Микеле Скарпони, италијански бициклиста (прем. 2017)[103]

### Октобар
- 2. октобар — Жарко Лазић, српски глумац и ТВ водитељ[104]
- 4. октобар — Катрина Балф, ирска глумица и модел[105]
- 4. октобар — Рејчел Ли Кук, америчка глумица[106]
- 8. октобар — Кристана Локен, америчка глумица и модел[107]
- 9. октобар — Крис О'Дауд, ирски глумац и комичар[108]
- 9. октобар — Брандон Раут, амерички глумац[109]
- 10. октобар — Маја, америчка музичарка и глумица[110]
- 10. октобар — Николас Масу, чилеански тенисер
- 13. октобар — Вес Браун, енглески фудбалер[111]
- 15. октобар — Пол Робинсон, енглески фудбалер[112]
- 17. октобар — Кими Рејкенен, возач Формуле 1[113]
- 17. октобар — Костас Царцарис, грчки кошаркаш и кошаркашки тренер[114]
- 18. октобар — Ne-Yo, амерички музичар, музички продуцент, глумац и плесач
- 19. октобар — Бранимир Бајић, босанскохерцеговачки фудбалер[115]
- 20. октобар — Џон Красински, амерички глумац, продуцент, сценариста и редитељ[116]
- 22. октобар — Ненад Стојановић, српски фудбалер[117]
- 23. октобар — Лин Грир, амерички кошаркаш[118]
- 25. октобар — Bat for Lashes, енглеска музичарка
- 25. октобар — Кристијан Брун, канадски глумац[119]
- 25. октобар — Жоао Нуно Лукас, португалски фудбалер (прем. 2015)[120]
- 27. октобар —Ивица Илиев, српски фудбалер[121]
- 29. октобар — Игор Дуљај, српски фудбалер и фудбалски тренер[122]

### Новембар
- 1. новембар — Милан Дудић, српски фудбалер[123]
- 1. новембар — Дарјуш Лавринович, литвански кошаркаш[124]
- 1. новембар — Кшиштоф Лавринович, литвански кошаркаш[125]
- 3. новембар — Пабло Ајмар, аргентински фудбалер[126]
- 5. новембар — Давид Суазо, хондураски фудбалер и фудбалски тренер[127]
- 6. новембар — Ламар Одом, амерички кошаркаш
- 10. новембар — Нина Мерседиз, америчко-мексичка порнографска глумица, модел, плесачица, режисерка и продуценткиња[128]
- 13. новембар — Мета Ворлд Пис, амерички кошаркаш и кошаркашки тренер[129]
- 14. новембар — Олга Куриленко, украјинско-француска глумица и модел[130]
- 20. новембар — Арпад Штербик, шпанско-мађарско-српски рукометаш[131]
- 21. новембар — Винченцо Јаквинта, италијански фудбалер[132]
- 22. новембар — Вук Костић, српски глумац[133]
- 23. новембар — Кели Брук, енглеска глумица, модел и ТВ водитељка[134]
- 24. новембар — Ана Штајдохар, српска певачица
- 25. новембар — Џоел Кинаман, шведско-амерички глумац[135]
- 25. новембар — Брук Хејвен, америчка порнографска глумица[136]
- 28. новембар — Фабијан Гербер, немачки фудбалер[137]
- 30. новембар — Андрес Носиони, аргентински кошаркаш[138]

### Децембар
- 5. децембар — Матео Ферари, италијански фудбалер[139]
- 6. децембар — Тим Кахил, аустралијски фудбалер[140]
- 7. децембар — Сара Барелис, америчка музичарка и глумица[141]
- 8. децембар — Кристијан Вилхелмсон, шведски фудбалер[142]
- 14. децембар — Софи Манк, аустралијска музичарка, глумица, модел и радио и ТВ водитељка[143]
- 14. децембар — Мајкл Овен, енглески фудбалер[144]
- 16. децембар — Михај Трајстарју, румунски певач
- 19. децембар — Паола Реј, колумбијска глумица и модел[145]
- 26. децембар — Фабијан Карини, уругвајски фудбалер[146]
- 28. децембар — Џејмс Блејк, амерички тенисер[147]
- 28. децембар — Номи Рапас, шведска глумица[148]

## Смрти

### Јануар
- 20. јануар — Вукашин Пешић, српски глумац

### Фебруар
- 10. фебруар — Едвард Кардељ, словеначки и југословенски политичар, народни херој (* 1910)[149]

### Април
- 4. април — Зулфикар Али Буто, политичар и председник Пакистана (* 1928)[150]
- 7. април — Јустин Поповић, српски православни теолог и духовник (* 1894)
- 9. април — Вилхелм Битрих, немачки генерал

### Мај
- 29. мај — Мери Пикфорд, канадско-америчка глумица[151]

### Јун
- 11. јун — Џон Вејн, амерички глумац[152]

### Септембар
- 10. септембар — Агостињо Нето, политичар и председник Анголе (* 1922)

### Новембар
- 29. новембар — Зепо Маркс, амерички комичар и један од браће Маркс (* 1901)

## Нобелове награде
- Физика — Шелдон Ли Глашоу, Абдус Салам и Стивен Вајнберг
- Хемија — Херберт Си Браун и Џорџ Витиг
- Медицина — Алан М. Кормак и Годфри Н. Хаунсфилд
- Књижевност — Одисеас Елитис
- Мир — Мајка Тереза
- Економија — Теодор Шулц (САД), Артур Луис (УК)